# زهرة اللبن المغبونة
زهرة اللبن المغبونة أو دميكة مغبونة هي نوع من النباتات المزهرة من جنس زهرة اللبن في الفصيلة النرجسية، موطنها أوروبا الشرقية وغرب آسيا. إنه نبات عشبي ربيعي بصلي معمر.

## وصف
أوراقها ثلاث. نصلها ثنائي التخديد والكظر يبدو كأنه مغبون. طوله نحو ٣٠ سم وعرضه ٣ سم. شمراخها يعلو من ١٥ إلى ٢٥ سم. زهرتها كبيرة القد بيضاء اللون يعلوها مُواج أصفر. بتلاتها الداخلية منمشة بالأصفر. ازهرارها يستمر من أيار إلى نيسان.

## معرض الصور

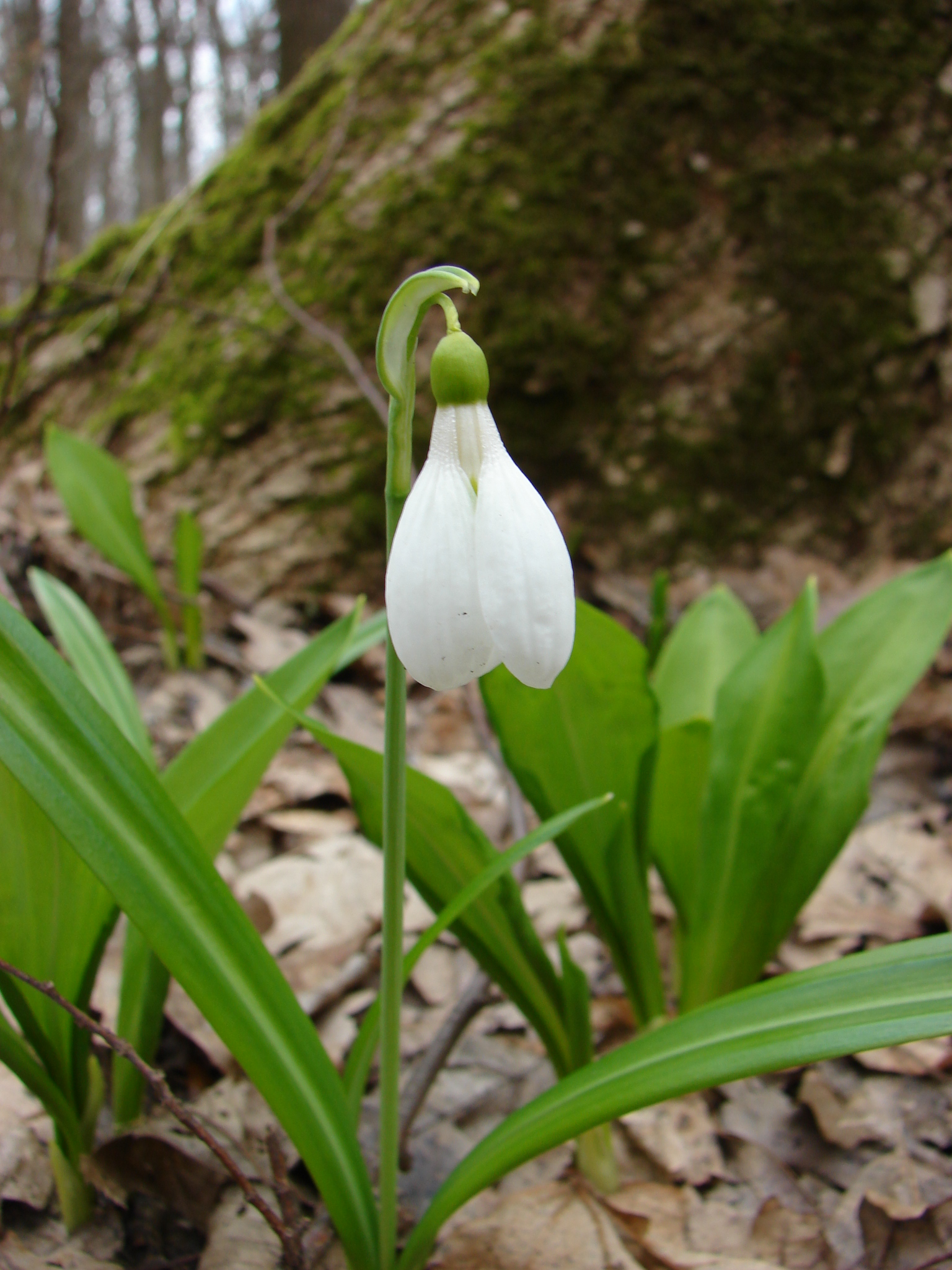
زهرة وأوراق
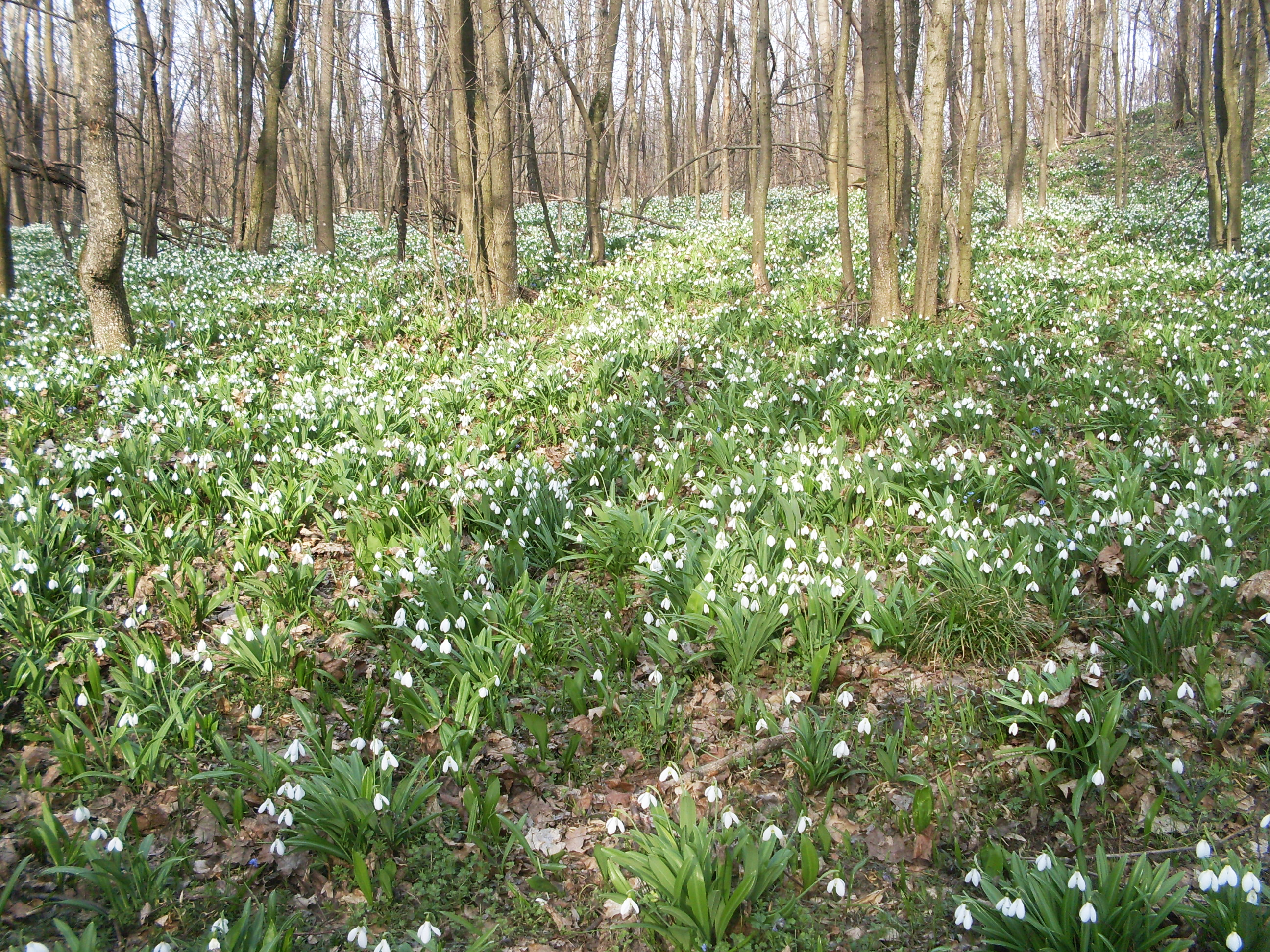
في أكرنية
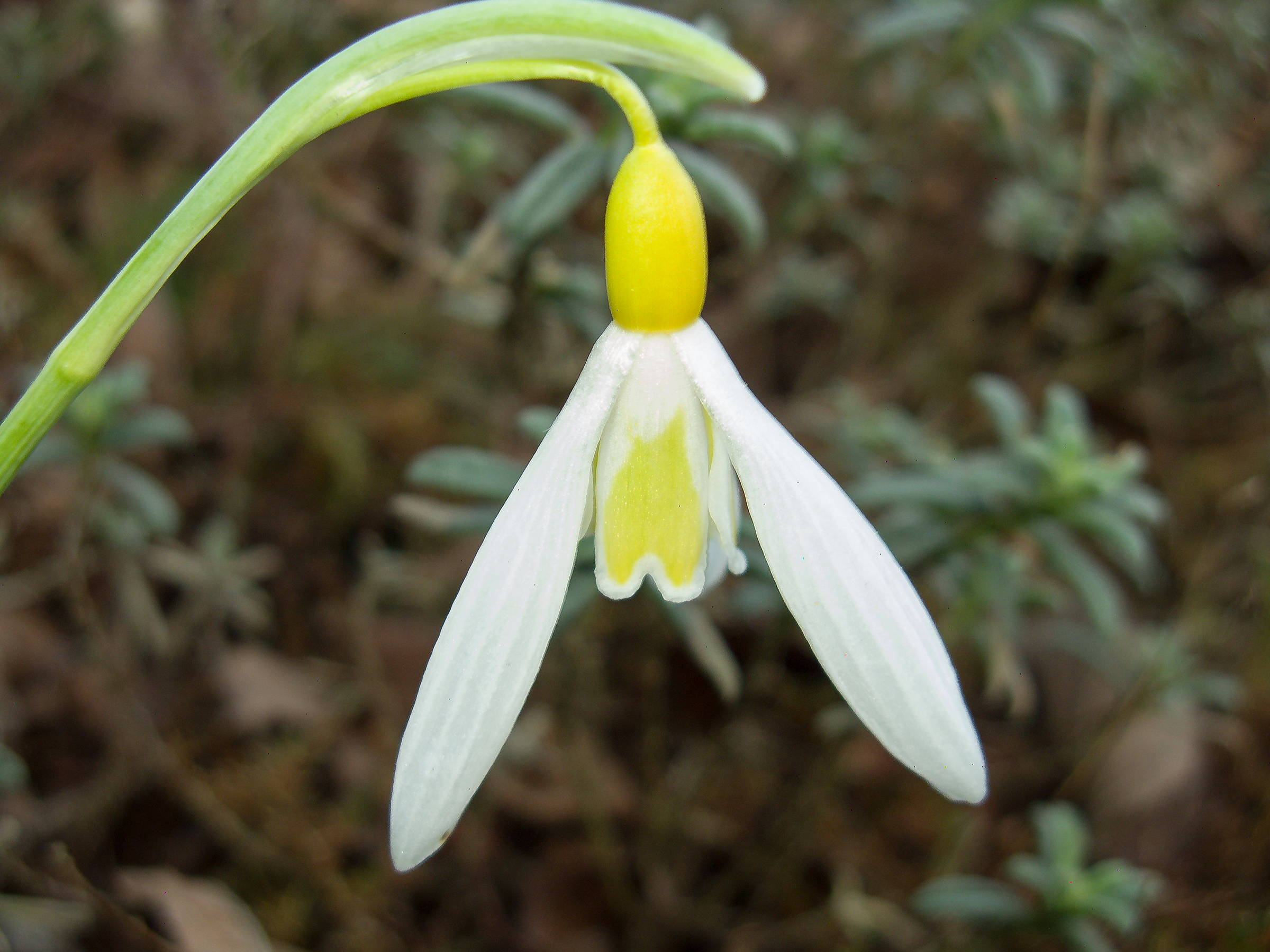
"ذهب ويندي"